# ماحی خنان
ماحی خنان (فرانسوی: Mahi Khennane‎؛ زادهٔ ۲۱ اکتبر ۱۹۳۶) بازیکن و مربی سابق فوتبال اهل فرانسه-الجزایر است.
از باشگاه‌هایی که در آن بازی کرده‌است می‌توان به باشگاه فوتبال تولوز، باشگاه فوتبال نیم المپیک، باشگاه فوتبال رن، و باشگاه فوتبال لوریان اشاره کرد.
وی همچنین در تیم‌های ملی فوتبال فرانسه و الجزایر بازی کرده‌است.